# ونچانه
ونچانه (به صربی: Venčane) یک منطقهٔ مسکونی در صربستان است که در آرانجلوواس واقع شده‌است. ونچانه ۱٬۵۷۶ نفر جمعیت دارد.